# Achagua crebra
Achagua crebra là một loài bướm đêm trong họ Geometridae.